# Los Monjes

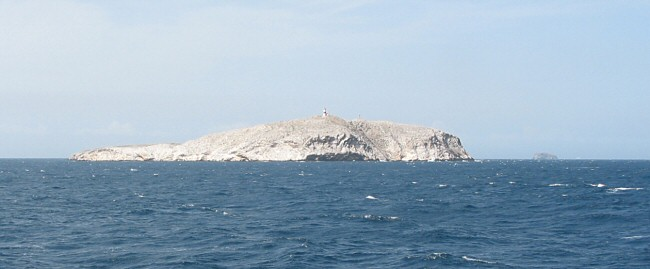
Wyspa Monjes del Sur

Los Monjes – archipelag położony na Morzu Karaibskim, na północny zachód od Zatoki Wenezuelskiej (34,8 km od wybrzeży Półwyspu Paraguaná), wchodzący w skład dependencji federalnych Wenezueli. Znajdują się przy granicy wenezuelskiego stanu Zulia z Kolumbią. 
Los Monjes to wystające z morza skały, nie mają naturalnych plaż ani dogodnych miejsc do lądowania. Wenezuelska marynarka wojenna utrzymuje bazę w El Sur, gdzie zbudowano molo. Główną aktywnością gospodarczą w tej okolicy jest rybołówstwo, statki rybackie operujące w okolicach archipelagu mają porty macierzyste na półwyspie Paraguaná.
Archipelag składa się z 3 wysp bądź grup wysp:
- Monjes del Sur - to właściwie dwie wyspy, sztucznie połączone. Na południowej, osiągającej wysokość 70 m n.p.m., znajduje się latarnia morska.

- Monje del Este - niewielka skała położona 5,3 km na północny wschód od Monjes del Sur, wysokość 43 m n.p.m.

- Monje del Norte - grupa pięciu skał, najwyższa osiąga 41 m n.p.m., położona 12,3 km w kierunku NNE od Monje del Este